# Fangio (equipo ciclista)
El equipo Fangio fue un equipo ciclista belga, de ciclismo en ruta que compitió entre 1979 y 1986. Fue sucedido por el equipo AD Renting.

## Principales resultados
- Tour de Irlanda: Dave Cumming (1980)
- De Kustpijl Heist: Kurt Dockx (1982), Patrick Versluys (1986)
- Omloop van het Waasland: Alain Van Hoornweder (1983), William Tackaert (1985)
- Le Samyn: Jacques van Meer (1983)
- Circuito de las Ardenes flamencas-Ichtegem: William Tackaert (1984)
- Gran Premio de Denain: Yves Godimus (1984)
- Kuurne-Bruselas-Kuurne: William Tackaert (1985)
- Nokere Koerse: Luc Colijn (1986)

### En las grandes vueltas
- Giro de Italia
  - 0 participaciones

- Tour de Francia
  - 0 participaciones

- Vuelta a España
  - 1 participaciones (1986)
  - 0 victorias de etapa:
  - 0 clasificación finales:
  - 0 clasificaciones secundarias: